# 賢者ナータン

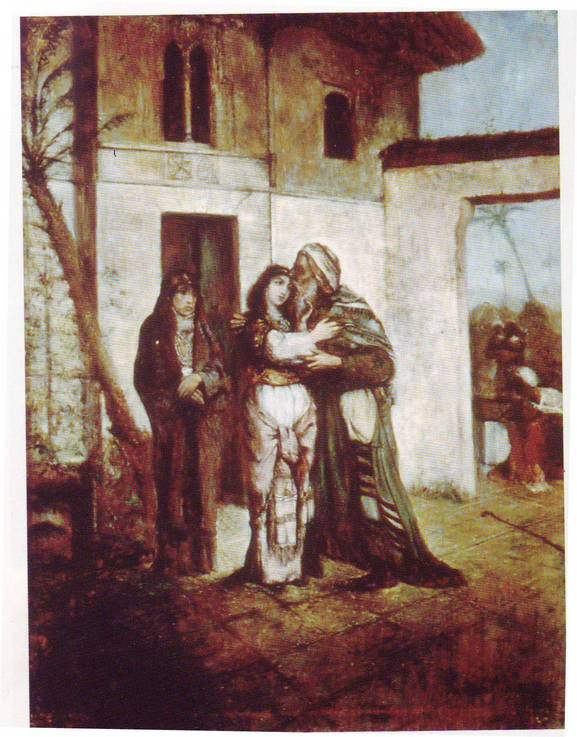
父ナータンを迎えるレーヒャ
（Maurycy Gottlieb画、1877年）

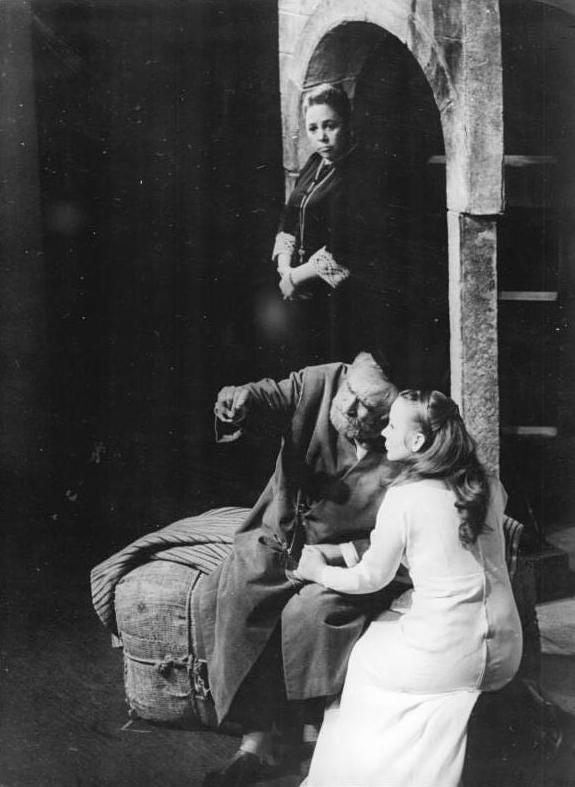
戦後ドイツでの上演風景。ヴォルフガング・ハインツが中央のナータンを演じる（1971年、ベルリン）

『賢者ナータン』（けんじゃナータン、独：Nathan der Weise）は、レッシングの劇詩（5幕）。1779年刊。1783年4月14日、ベルリンにて初演。啓蒙思想家レッシングの代表的な戯曲であり、今日でもドイツにおいて上演されることの多い作品である。詩行は散文に近いブランクフェルスでイギリスから入ってきたもの。宗教的な寛容を説く思想劇であり、特に第3幕第7場の「三つの指輪」の寓話でよく知られている。

## あらすじ
舞台は12世紀末、十字軍時代のエルサレム。この地のスルタンであるザラディーンは、戦争の資金を調達するため、妹シッタの入れ知恵で、名高い賢者として知られていたユダヤ人の豪商ナータンを呼び難問をしかける。それは、ユダヤ教、キリスト教、イスラム教のうちどれが真実の宗教であるか、というものであった。自身はユダヤ教徒であったナータンは過去にキリスト教徒から7人の子供を虐殺されていたが、後にすべては神の思し召しと達観してキリスト教徒を憎むのをやめ、その後キリスト教徒から託された少女レーヒャを無宗教で養育していた。ナータンは問いに答えられず進退窮まるが、とっさに「三つの指輪」の寓話を思い出しザラディーンに話して聞かせる。それは以下のような話である。
ある商人の家では代々、家宝である魔法の指輪を最愛の息子が譲り受けていた。しかしある代の商人は3人いる息子のいずれも愛しくてならず、そっくりの指輪をもう二つ作ったうえで3人に指輪を与えた。父親の死後、3人の息子の間でいずれの指輪が本物であるかということを巡っていさかいが起こった。息子たちは裁判へ訴えに出るが、話を聞いた裁判官は、指輪の見分けが付かない以上、3人はいずれも各々の指輪を本物と信じるがよい、そうして本物の指輪がもつ、誰からも愛されるようになるという魔法の力が実際に表れるよう各自で努力せよと助言し、訴えそのものを退けた。
この寓話とともに隣人愛を説かれたザラディーンは納得し、ナータンから金をゆすろうとした自分に恥じ入る。その後、ナータンの養子レーヒャと、彼女の命の恩人であるキリスト教徒で罪を問われていた宮殿騎士が実の兄妹であり、さらに彼女たちはザラディーンとシッタの甥・姪であったことが判明し大団円で幕となる。

## 背景
1774年、ヴォルフェンビュッテルの図書館長を務めていたレッシングは、啓蒙思想家ライマールスの遺稿を手に入れその一部を公刊したが、この遺稿の汎神論的思想を牧師ゲーツェが糾弾し、これによって彼とレッシングとの間で激しい論争が始まった。この論争は当局に問題視され、結果レッシングは論争の継続を禁止されてしまう。しかしレッシングは論争文に代えて演劇の形で自身の宗教的姿勢を表らかにすることを思いつく。こうして書かれたのが『賢者ナータン』であった。
劇のハイライトとして知られている「三つの指輪」の寓話は、中世の複数の物語に由来するものである。レッシングはボッカチオの『デカメロン』第一日第三話でこれを知り、若干の変更のうえでこの戯曲に組み入れている。
主要人物であるナータンの人物像は、レッシングの終生の友人であった啓蒙思想家モーゼス・メンデルスゾーンがそのモデルである。ナータンとザラディーンと同じように、レッシングとメンデルスゾーンもチェスをしながら歓談を行っていた。

## 日本語訳
- 丘沢静也訳『賢者ナータン』 光文社古典新訳文庫、2020年
- 市川明訳『賢者ナータン 五幕の劇詩』 松本工房、2016年
- 笠原賢介訳『賢者ナータン』岩波文庫、2025年。新訳版[2]

### 関連文献
- ミリヤム・プレスラー『賢者ナータンと子どもたち』 森川弘子訳、岩波書店、2011年。

ユダヤ人の児童文学作家プレスラー（1940-2019）が、少年少女向けに小説で翻案。